# Nymphon macronyx
Nymphon macronyx är en havsspindelart som beskrevs av Sars, G.O. 1877. Nymphon macronyx ingår i släktet Nymphon och familjen Nymphonidae. Inga underarter finns listade i Catalogue of Life.